# Sùng bái cá nhân Mao Trạch Đông

Chân dung Mao tại Quảng trường Thiên An Môn

Sùng bái cá nhân Mao Trạch Đông là một phần nổi bật trong quá trình lãnh đạo của Chủ tịch Mao Trạch Đông đối với Cộng hòa Nhân dân Trung Hoa từ năm 1949 cho đến khi ông qua đời năm 1976. Truyền thông đại chúng, tuyên truyền và một loạt các kỹ thuật khác đã được nhà nước sử dụng để nâng cao vị thế của Mao Trạch Đông như là một nhà lãnh đạo anh hùng không thể sai lầm, người có thể đứng lên chống lại phương Tây và hướng dẫn Trung Quốc trở thành một ngọn hải đăng của chủ nghĩa cộng sản.
Trong thời kỳ Cách mạng Văn hóa, sự sùng bái cá nhân Mao đã tăng lên một tầm cao chưa từng thấy. Khuôn mặt của Mao đã chiếm một vị trí vững chắc trên trang nhất của Nhân dân Nhật báo, và một cột trích dẫn của ông cũng được in mỗi ngày trên báo này. Các tác phẩm được tuyển chọn của Mao sau đó đã được in và phát hành với số lượng lớn hơn; số lượng ảnh chân dung của ông (1,2 tỷ) còn nhiều hơn số dân lúc đó ở Trung Quốc. Và chẳng mấy chốc, huy hiệu Mao Chủ tịch bắt đầu xuất hiện; Tổng cộng, khoảng 4,8 tỷ chiếc huy hiệu đã được sản xuất.
Mùa hè năm đó, mọi công dân Trung Quốc đều được tặng Hồng bảo thư - tuyển tập các trích dẫn của Mao. Nó đã được mọi người được mang đi khắp mọi nơi và trưng bày tại tất cả các sự kiện công cộng, và mọi người dân Trung Quốc được cho là sẽ trích dẫn nội dung của cuốn sách này mỗi ngày.

## Lịch sử
Sự sùng bái cá nhân của Mao Trạch Đông có thể bắt nguồn từ những năm 1930, do sự tham gia của ông tại Giang Tây trong cuộc Vạn lý trường chinh (1934-36), và trong thời kỳ Diên An vào đầu những năm 1940. Năm 1943, các tờ báo bắt đầu xuất hiện với bức chân dung của Mao trong bài xã luận, và chẳng mấy chốc, "ý tưởng của Mao Trạch Đông" đã trở thành chương trình chính thức của Đảng Cộng sản Trung Quốc. Sau chiến thắng của những người Cộng sản trong cuộc Nội chiến, áp phích, chân dung và sau đó là tượng Mao bắt đầu xuất hiện trong quảng trường thành phố, trong văn phòng và thậm chí trong các căn hộ của người dân. Tuy nhiên, sự sùng bái Mao đã được Lâm Bưu đưa đến đỉnh cao vào giữa những năm 1960. Năm 1964, sách gồm các trích dẫn từ Chủ tịch Mao Trạch Đông, thường được gọi là Hồng bảo thư, lần đầu tiên được xuất bản, sau đó trở thành một trong những biểu tượng nổi tiếng nhất của Cách mạng Văn hóa.

### Cách mạng Văn hóa
Sự sùng bái Mao đã được nâng lên đáng kể trong cuộc Cách mạng Văn hóa, mặc dù những thất bại lớn của chiến dịch Bước nhảy vọt vĩ đại của ông chỉ vài năm trước đó. Ban đầu, Ủy ban Cách mạng Văn hóa được thành lập không muốn có những biện pháp hà khắc đối với những người chỉ trích chế độ. Và vì vậy, Mao quyết định chuyển sang cơ sở của cuộc cách mạng và "chủ nghĩa xã hội chân chính" nơi ông tái khẳng định nền tảng của sự nghiệp của mình - "ngoài các phe cánh tả - Chen Boda, Giang Thanh và Lâm Bưu, các đồng minh của Mao Trạch Đông trong doanh nghiệp này chủ yếu là giới trẻ Trung Quốc ".
Mao một lần nữa chứng minh tính hiệu quả trong chiến đấu của mình khi ông bơi qua sông Dương Tử vào tháng 7 năm 1966, trong một lần bơi hàng năm để kỷ niệm lần bơi lịch sử đầu tiên của ông vào năm 1956. Sau đó, khi trở về Bắc Kinh, ông đã thực hiện một cuộc tấn công mạnh mẽ vào phe tự do của đảng, chủ yếu là vào Lưu Thiếu Kỳ. Một lát sau, Ủy ban Trung ương đã phê chuẩn Mười sáu điểm về Cách mạng Văn hóa của Mao, một biểu hiện ban đầu về quan điểm chính trị và mục tiêu của cách mạng văn hóa. Nó bắt đầu với các cuộc tấn công vào sự lãnh đạo của giảng viên Đại học Bắc Kinh Nie Yuanzi. Theo đó, học sinh của các trường trung học, đã nỗ lực để đối đầu với các giáo viên và giáo sư bảo thủ và thường tham nhũng. Sáng kiến chính trị này được Mao trau dồi một cách chiến lược, và đã khéo léo thổi bùng nhiệt tình của những người cánh tả, để họ tự tổ chức tại các biệt đội của họ - Hồng vệ binh.
Vào ngày 5 tháng 8, Mao Trạch Đông đã xuất bản Đại tự báo của riêng mình, một tài liệu ngắn nhưng quan trọng có tên là Ném bom Trụ sở chính, trong đó kêu gọi các nhân vật hàng đầu đang lãnh đạo giai cấp tư sản đang cố gắng đàn áp phong trào cách mạng văn hóa vô sản vĩ đại.

Chân dung Mao Chủ tịch

Với sự hỗ trợ hậu cần của Quân đội Nhân dân do Lâm Bưu cung cấp, phong trào Hồng vệ binh đã trở thành một hiện tượng quy mô toàn quốc. Phong trào này đã đàn áp các công nhân và giáo sư hàng đầu trong cả nước, khiến họ phải chịu mọi sự sỉ nhục và thường đánh đập họ. Sau đó, tại một cuộc biểu tình triệu người tham dự vào tháng 8 năm 1966, Mao đã bày tỏ sự ủng hộ và chấp thuận hoàn toàn cho các hành động của Hồng vệ binh, khẳng định họ thêm nữa và cho phép họ tiếp tục hành động. Ngay sau đó, ngày càng nhiều sự tàn bạo tàn bạo của Hồng vệ binh đã diễn ra. Chẳng hạn, trong số những đại diện khác của giới trí thức, nhà văn nổi tiếng người Trung Quốc Lão Xá đã bị tra tấn và sau đó tự sát.

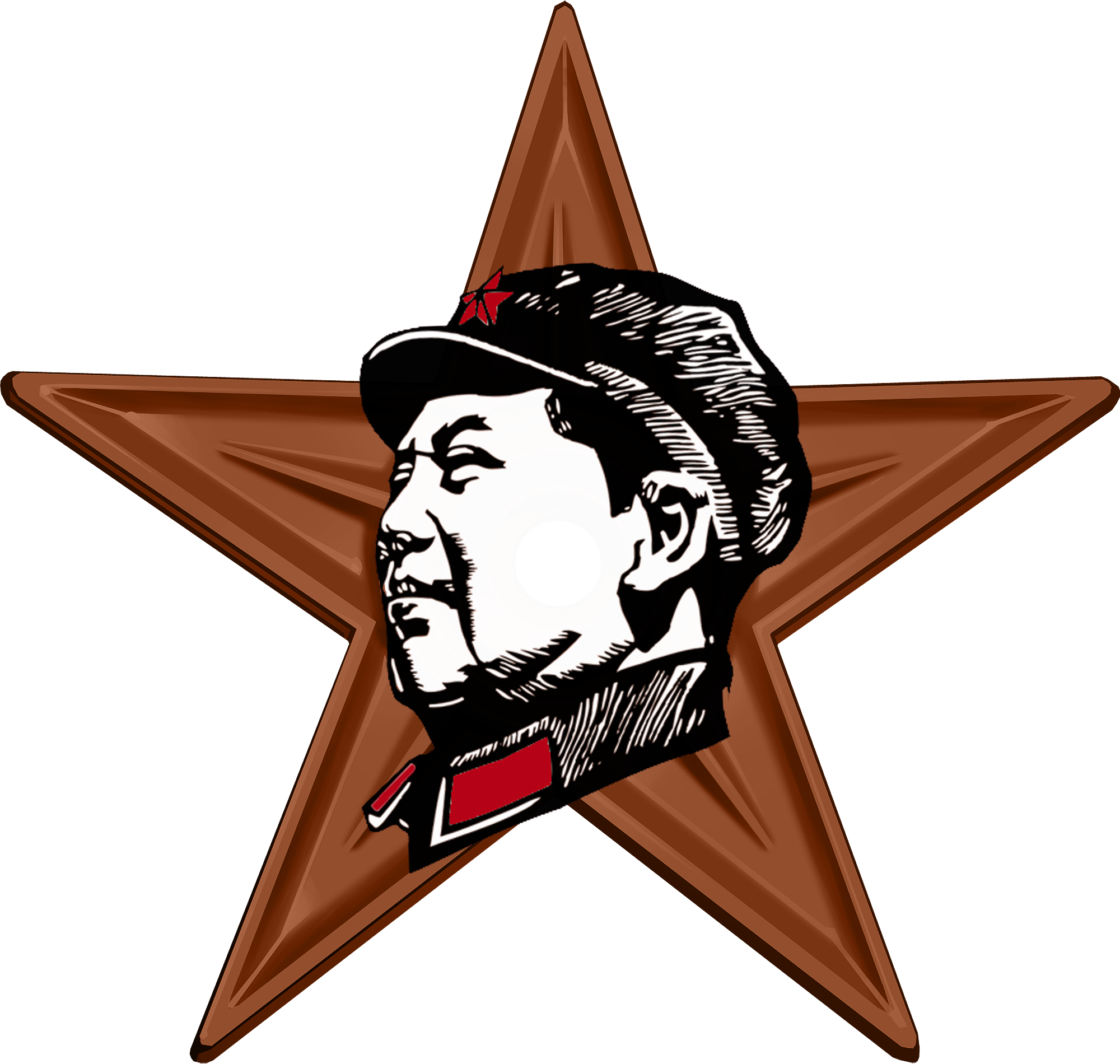

Đại hội Đảng Cộng sản Trung Quốc lần thứ 10, diễn ra tại Bắc Kinh từ ngày 1 tháng 4 đến ngày 24 tháng 4 năm 1969, đã thông qua kết quả đầu tiên của "Cách mạng văn hóa". Trong báo cáo này, một trong những cộng sự thân cận nhất của Mao Trạch Đông, Thống chế Lâm Bưu, tập trung lời khen ngợi vào người cầm lái vĩ đại của Đảng, với các ý tưởng được coi là giai đoạn cao nhất trong sự phát triển của chủ nghĩa Mác - Lênin. Hiến chương mới này của Đảng Cộng sản Trung Quốc chính thức hợp nhất "các ý tưởng của Mao Trạch Đông" là cơ sở tư tưởng của Đảng này. Phần chương trình của hiến chương bao gồm một điều khoản chưa từng có, nói rằng Lâm Bưu sẽ là người "tiếp nối công việc của đồng chí Mao Trạch Đông". Toàn bộ sự lãnh đạo của đảng, chính phủ và quân đội được tập trung trong tay của Chủ tịch Đảng, phó Chủ tịch Đảng và Ủy ban Thường vụ Bộ Chính trị thuộc Uỷ ban Trung ương.
Trong cuộc Cách mạng Văn hóa, sự sùng bái cá nhân của Mao thể hiện ở việc đeo huy hiệu có hình Mao ở khắp nơi, và mọi người mang theo một cuốn Hồng báo thư với các tác phẩm của Mao, nhằm mục đích nghiên cứu và trích dẫn nếu có cơ hội. Thậm chí còn có một "điệu nhảy lòng trung thành" (忠字舞) mà mọi người sẽ thực hiện để thể hiện lòng trung thành của họ với nhà lãnh đạo vĩ đại này.

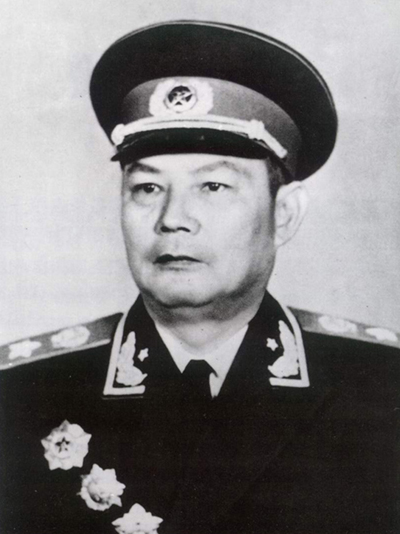
Diệp Kiếm Anh

 Chủ tịch Ủy ban Thường vụ Đại hội Đại biểu Nhân dân Diệp Kiếm Anh năm 1979 đã chỉ trích Mao Trạch Đông. Một đánh giá chính thức sau đó đã được đưa ra.
 " Đồng chí Mao Trạch Đông là một nhà mácxít vĩ đại, một nhà cách mạng, chiến lược gia và nhà lý luận vô sản vĩ đại. Nếu chúng ta xem xét toàn bộ cuộc đời và công việc của Mao, thì công trạng của ông trước cách mạng Trung Quốc là rất lớn, lớn hơn những sai lầm, bất chấp những sai lầm nghiêm trọng của ông trong "cuộc cách mạng văn hóa". Công lao của Mao là chủ yếu, và sai lầm chiếm vị trí thứ yếu. " Lãnh đạo Đảng Cộng sản Trung Quốc, 1981 